# Different Light
| Críticas profissionais        | Críticas profissionais |
| Avaliações da crítica         | Avaliações da crítica  |
| Fonte                         | Avaliação              |
| ----------------------------- | ---------------------- |
| AllMusic                      | [ 1 ]                  |
| Robert Christgau              | B                      |
| The Phoenix                   | [ 3 ]                  |
| Rolling Stone                 | (favorável)            |
| The Rolling Stone Album Guide | [ 5 ]                  |
| Slant Magazine                | [ 6 ]                  |
| The Sydney Morning Herald     | (favorável)            |

Different Light é o segundo álbum de estúdio da banda de pop rock americana The Bangles, lançado em janeiro de 1986. É o álbum mais conhecido delas, com quatro singles no gráficos (cinco no Reino Unido), incluindo um hit Top 5 e um número um.  É o primeiro álbum em que a baixista Michael Steele canta os vocais principais em algumas faixas.
Três dos cinco singles foram escritos por alguém que não as Bangles: "Manic Monday" (escrito por Prince sob o pseudónimo Christopher), "If She Knew What She Wants" (de Jules Shear) e "Walk Like an Egyptian" (de Liam Sternberg). Os outros dois singles foram "Following" e "Walking Down Your Street".
O CD de relançamento em 2008 na gravadora Wounded Bird Records (WOU 4039), adicionando uma faixa bônus: "Walk Like An Egyptian"(Extended Dance Mix)".
A revista Slant Magazine listou o álbum na posição #78 em sua lista de "Melhores Álbuns da década de 1980".
Desse álbum a canção "Manic Monday" foi incluída na trilha sonora internacional da novela "Cambalacho", exibida em 1986 pela TV Globo. Na trama, escrita por Silvio de Abreu, ela foi tema da personagem "Ana Machadão", interpretada por Débora Bloch.

## Faixas
| N.º            | Título                                                          | Compositor(es)                                                | Duração |  |
| 1.             | "Manic Monday"                                                  | "Christopher" (Prince)                                        | 3:06    |  |
| 2.             | "In a Different Light"                                          | Susanna Hoffs, Vicki Peterson                                 | 2:52    |  |
| 3.             | "Walking Down Your Street"                                      | Louis Gutierrez, Susanna Hoffs, David Kahne                   | 3:04    |  |
| 4.             | "Walk Like an Egyptian"                                         | Liam Sternberg                                                | 3:24    |  |
| 5.             | "Standing in the Hallway"                                       | Susanna Hoffs, David Kahne, Debbi Peterson, Vicki Peterson    | 2:56    |  |
| 6.             | "Return Post"                                                   | Susanna Hoffs, Vicki Peterson                                 | 4:22    |  |
| 7.             | "If She Knew What She Wants" (Re-gravação de Jules Shear, 1985) | Jules Shear                                                   | 3:49    |  |
| 8.             | "Let It Go"                                                     | Susanna Hoffs, Debbi Peterson, Vicki Peterson, Michael Steele | 2:32    |  |
| 9.             | "September Gurls" (Re-gravação de Big Star, 1974)               | Alex Chilton                                                  | 2:45    |  |
| 10.            | "Angels Don't Fall in Love"                                     | Susanna Hoffs, Vicki Peterson                                 | 3:23    |  |
| 11.            | "Following"                                                     | Michael Steele                                                | 3:21    |  |
| 12.            | "Not Like You"                                                  | Susanna Hoffs, David Kahne, Debbi Peterson.                   | 3:06    |  |
| Duração total: | Duração total:                                                  | Duração total:                                                | 38:48   |  |

## Charts
| País           | Data              | Maior posição | Certificação | detalhes                              |
| -------------- | ----------------- | ------------- | ------------ | ------------------------------------- |
| Estados Unidos | 1986              | 2             | 3× Platina   |                                       |
| Reino Unido    | Outubro de 1986   | 3             | Platina      | Atingiu o pico em 30 de março de 1986 |
| Noruega        | Março de 1986     | 4             |              |                                       |
| Suécia         | 4 de maio de 1986 | 16            |              |                                       |
| Holanda        | 1986              | 24            |              |                                       |
| Austrália      | 1986              | 2             |              | Atingiu o pico em abril de 1987       |

## Créditos
The Bangles
- Susanna Hoffs → vocais principais em 1, 3, 4, 7 e 8, vocal de apoio e guitarra
- Vicki Peterson → vocais principais em 2, 4, 6, 8 e 10, vocal de apoio e guitarra
- Michael Steele → vocais principais em 4, 8, 9 e 11, guitarras, baixo, vocal de apoio
- Debbi Peterson → vocais principais e 5, 8 e 12, bateria, percussão, vocal de apoio

Músicos adicionais
- Brenda Bennett → vocal de apoio em "Manic Monday" (uncredited)
- Rusty Anderson → guitarra adicional
- Barbara Chapman → harpa, guitarra adicional
- Mitchell Froom, David Kahne → teclado
- Carlos Vega → bateria adicional

Produção
- Produção → David Kahne
- Engenharia → Tchad Blake, David Leonard, Peggy McLeonard
- Assistentes de engenharia → Dave Glover, Mike Kloster
- Mixagem → David Leonard
- Nancy Donald, Tony Lane → direção de arte
- Raul Vega → fotografia